# Lisa the Iconoclast
"Lisa the Iconoclast" är avsnitt 16 från säsong sju och sändes på Fox i USA den 18 februari 1996. I avsnittet firas att Springfield fyller 200 år. Lisa ska inför det göra ett skolarbete om grundaren, Jebediah Springfield, men upptäcker då att han egentligen var piraten Hans Sprungfeld. Lisa tar hjälp av Homer för att berätta vad hon upptäckt men ingen tror henne. Avsnittet skrevs av Jonathan Collier och regisserades av Mike B. Anderson. Det var det första avsnittet som Anderson regisserade. Historien är baserad på berättelsen om Zachary Taylor. Donald Sutherland gästskådespelar som Hollis Hurlbut. Avsnittet innehåller referenser till koloniseringen av Amerika och Gilbert Stuarts målning av George Washington. Marcia Wallace gästskådespelar som Edna Krabappel och Phil Hartman som Troy McClure.

## Handling
Springfield firar 200 år och Lisas klass på Springfield Elementary School ska skriva en essä om grundaren. Lisa bestämmer sig för att forska på "Springfield Historical Society" där hon träffar museiintendenten Hollis Hurlbut. Hon hittar där i Jebediah Springfields flöjt ett papper som han skrev innan han avled där han berättar att sin bakgrundshistoria, att han egentligen var piraten "Hans Sprungfeld" men drog sig undan efter att han försökte döda George Washington. Homer blir under tiden vald som stadens utropare för de officiella tillställningar angående firandet istället för Ned Flanders.
Lisa söker vidare om Hans Sprungfeld och börjar sprida sanningen att Springfield egentligen var en pirat men ingen utom Homer tror henne och hon får underkänt på sin essä. Lisa och Homer grips då de försöker sprida sitt budskap men övertygar kommunen att öppna Springfields grav, om historien är sann ska det finnas en silvertunga där. De öppnar graven men de finner ingen silvertunga. Homer får sparken som utropare och Lisa tvingas sluta berätta sitt budskap.
På natten drömmer Lisa att Washington berättar att hon saknar en pusselbit för att få fram sanningen om Springfield. Nästa dag då Lisa är i klassen kollar hon på ett porträtt av Washington och inser att bekännelsen från Springfield var skriven på pappret från ett ofullständigt porträtt som finns på museet. Lisa går till museet med pappret och visar Hurlbut att biten passar med porträttet av Washington som finns där och hon konfronterar honom med att han stal silvertungan och hon hittar den i en monter utklädd som en cowboy. Hurlbut och Lisa tänker gå ut i staden och berätta sanningen under paraden för Springfield som pågår men Lisa bestämmer sig för att inte berätta då hon ser att de är glada och hon vill inte såra dem. Homer tar sen tillbaka rollen som utropare från Ned som fick den då Homer fick sparken och går i paraden med Lisa.

## Produktion
Avsnittet skrevs av Jonathan Collier och regisserades av Mike B. Anderson. Historien är baserad på berättelsen om Zachary Taylor. Bill Oakley anser att avsnittet är nästan samma historia som om den om Taylor från 1980-talet som Clara Rising hade. Under sluttexten spelas en låt av Jebediah Springfield, musiken och skriven till den skrevs av Jeff Martin.
Donald Sutherland gästskådespelar som Hollis Hurlbut. Manuset fick skrivas så att rollen passade honom. Sutherland ville göra inspelningen som en han gör med filmer och börjar i mitten så han känner karaktären men de gjorde inte det. I avsnittet har Lisa just haft "Chester A. Arthuritis"-feber som är blandning mellan "artrit" och Chester A. Arthur. Sutherland lade till under inspelningen en fråga till Lisa om hon hade arthritis när hon berättade det, producenterna gillade tillägget och behöll det. Marcia Wallace gästskådespelar som Edna Krabappel och Phil Hartman som Troy McClure.
Avsnittet börjar med en dokumentär om Jebediah Springfield med Troy McClure som Springfield. Författarna försökte göra dokumentären så dålig de kunde men ändå sevärd. Några saker som de lade in var ränder i filmen; man såg personer ha klockor, folk tittar in i kameran och man ser produktionspersonalen. McClures stuntman har heller inte samma frisyr som McClure. På Historical Society fick animatörerma rita massor av detaljer, på väggarna lade de hänvisningar till serien.
Avsnittet innehåller två påhittade engelska ord, embiggen och cromulent. Producenterna bad författarna att komma på två ord som lät som riktiga ord. 
Ordet embiggen hittades på av Dan Greaney 1996. Ordet embiggen hade redan använts under 1884 i Notes and Queries: A Medium of Intercommunication for Literary Men, General Readers, Etc. av C. A. Ward. Cromulent skrevs av David X. Cohen.

## Kulturella referenser
Historical Society of Springfield har Gilbert Stuarts målning av George Washington och avsnittet berättar hur den blev trasig. I verkligheten var den hel och blev inte färdigmålad. Hurlbut nämner att William Dawes och Samuel Allyne Otis är i samma genre som Jebediah Springfield. Lisa vill dela ut "Wanted for treason"-affischer som en referens till affischer med John F. Kennedy efter att han blev skjuten. Hurlbut anser att Springfields bekännelse är fejk som Howard Hughes testamente och Adolf Hitlers dagbok.
Soffskämteten är en parodi på The Brady Bunch. Clancy Wiggum sjunger "Camptown Races". Lisa drömmer att Washington och Springfield slåss som en referens till Dödligt vapen. Då Lisa berättar historien om Jebediah Springfield på Moe's Tavern öppnar alla sina munnar som en referens till Det våras för Hitler from 1968. Då Homer slår ner Ned Flanders för att ta hans jobb tillbaka är det en referens till Deltagänget.

## Mottagande
Avsnittet hamnade på plats 70 över mest sedda program under veckan. Avsnittet var det sjätte mest sedda på Fox under veckan. Hos DVD Movie Guide har Colin Jacobson gillat fokuseringen på Lisa och anser att Lisa avsnittet brukar vara predikande. Han gillar att Lisa inser att hon inte alltid har rätt men hade rätt i detta avsnitt till slut. John Alberti har hyllat avsnittet i sin bok Leaving Springfield. Lisa tillbringar hela avsnittet till att avslöja sanningen om Jebediah och det var modigt att försvara. I boken I Can't Believe It's a Bigger and Better Updated Unofficial Simpsons Guide av Warren Martyn och Adrian Wood ansett att avsnittet var smart och att Lisas fantasi om en fight mellan Sprungfeld och George Washington var fanatiskt. Dave Foster från DVD Times anser att Sutherland gjorde avsnittet till ett minnesvärt avsnitt. Från Total Film anser Nathan Ditum att Sutherland var den 14:de bästa gästskådespelaren i seriens historia. Michael Moran från The Times anser att avsnittet är den åttonde bästa i seriens historia. Avsnittet finns med på VHS och DVD-utgågvan, The Dark Secrets of the Simpsons.